# Sierra Mist
Sierra Mist var en amerikansk läskedryck med smak av citron/lime. Läskedrycken var tillverkad av PepsiCo, och lanserades 1999.